# جيف نوتال
جيف نوتال (بالإنجليزية: Jeff Nuttall)‏ هو رسام وشاعر بريطاني، ولد في 8 يوليو 1933 في كليذرو في المملكة المتحدة، وتوفي في 4 يناير 2004 في أبرغافني ‏ في المملكة المتحدة.

## وصلات خارجية
- جيف نوتال على موقع IMDb (الإنجليزية)
- جيف نوتال على موقع ميوزك برينز (الإنجليزية)
- جيف نوتال على موقع أول موفي (الإنجليزية)
- جيف نوتال على موقع قاعدة بيانات الأفلام السويدية (السويدية)
- جيف نوتال على موقع قاعدة بيانات الفيلم (الإنجليزية)
- جيف نوتال على موقع كينوبويسك (الروسية)